# Kanton Tours-Centre
Kanton Tours-Centre (francouzsky Canton de Tours-Centre) je francouzský kanton v departementu Indre-et-Loire v regionu Centre-Val de Loire. Tvoří ho pouze centrum města Tours.